# ギヨーム・クストゥー (子)
ギヨーム・クストゥー（Guillaume Coustou、1716年3月19日 - 1777年7月13日）は、フランスの彫刻家である。同名の彫刻家の父親ギヨーム・クストゥー1世（Guillaume Coustou le aîné: 1677- 1746）と区別するために「若いほうのギヨーム・クストゥー（Guillaume Coustou le Jeune ）」などとも呼ばれる。

## 略歴
パリで生まれた。多くの彫刻家を輩出した家系の出身で、叔父のニコラ・クストゥー（1658-1733）は1682年にローマ賞を受賞した彫刻家であり、父親のギヨーム・クストゥー1世も1697年にローマ賞を受賞した彫刻家であった。弟に建築家になったシャルル＝ピエール・クストゥー（Charles-Pierre Cousto: 1721-1797）がいる。
家族の工房で学び、父たちと同じように1735年に彫刻のローマ賞を受賞し、1736年から1739年に間、在ローマ・フランス・アカデミーで修行した。1739年に帰国すると老年になり、体調のすぐれない父親に国王から注文されていたマルリー宮殿の馬の彫刻「Chevaux de Marly」を完成させた。1742年に王立絵画彫刻アカデミーの会員候補に選ばれ、バルカンの座像をアカデミーに提出し会員となった。1746年には教授の称号を得た。ギヨーム・クストゥーが教えた学生にはクロード・ドジュー（Claude Dejoux: 1732-1816）やフランソワ・ドヴォージュ（François Devosge: 1732-1811）、ピエール・ジュリアン（Pierre Julien: 1731-1804）、ジャン＝バプティスト・ストーフ（Jean-Baptiste Stouf: 1742-18261）らがいる。
ギヨーム・クストゥーの作品には弟子たちと完成させたサンスの聖堂（Cathédrale Saint-Étienne de Sens）のフランス王太子ルイ・フェルディナンのモニュメントなどが知られている。

## 作品

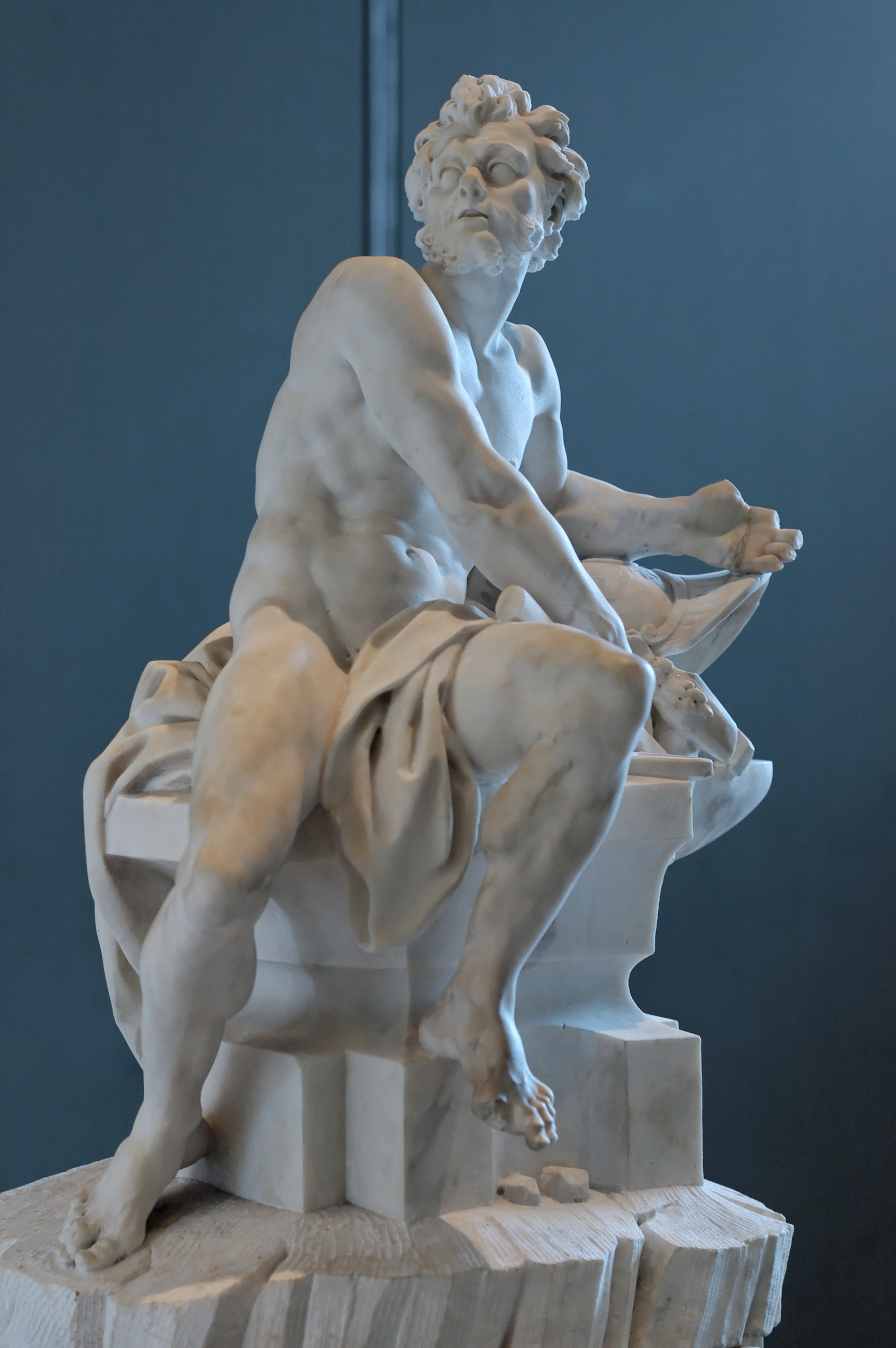
バルカン　(1742) ルーブル美術館
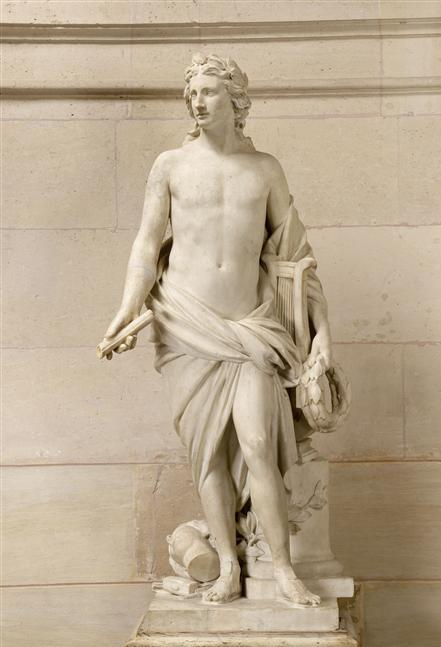
アポロン(1753) ルーブル美術館
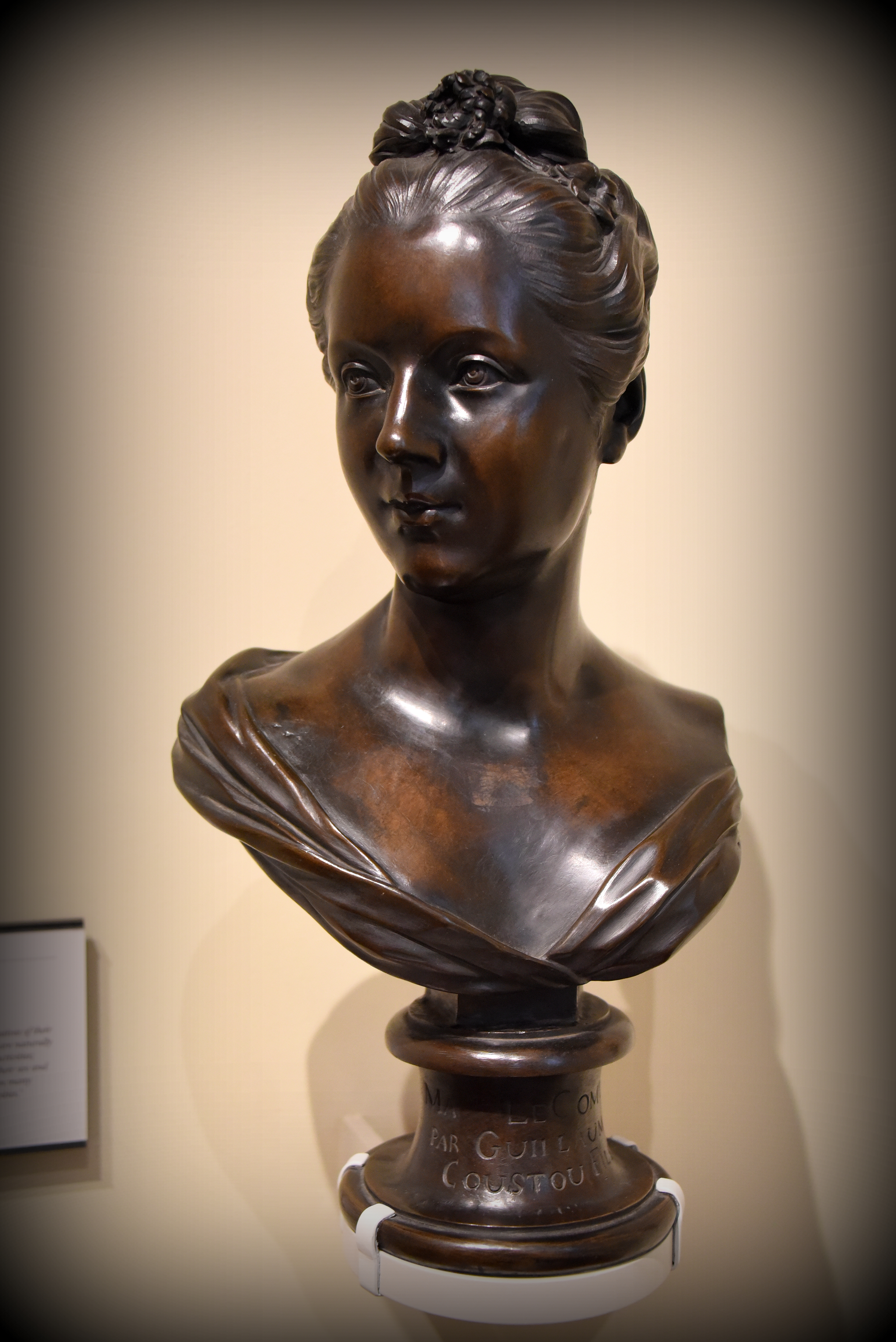
Marguerite Lecomteの胸像 (1750) ヴィクトリア&アルバート博物館
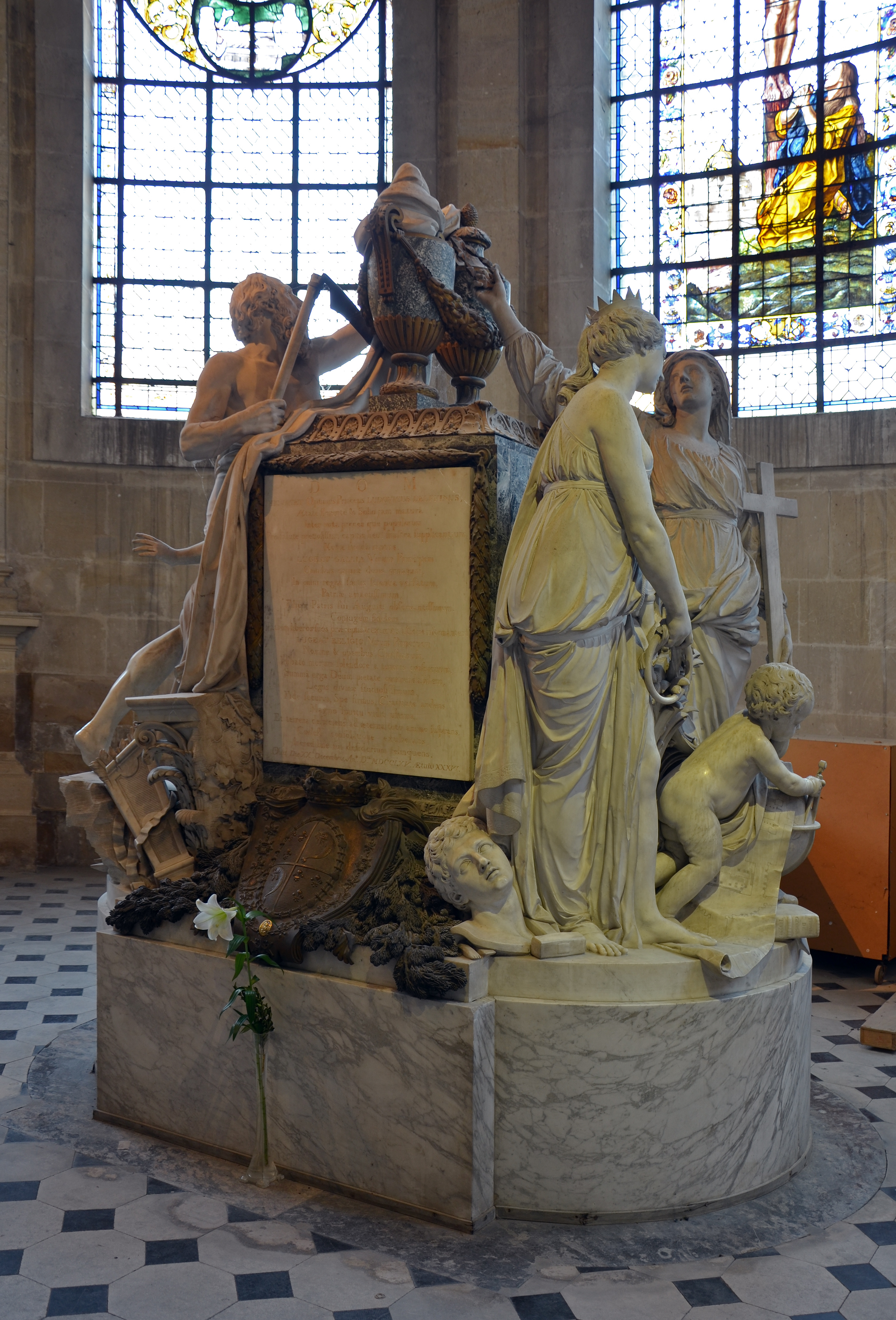
サンスの聖堂のフランス王太子ルイ・フェルディナンのモニュメント